# Zamek Mladá Boleslav
Zamek Mladá Boleslav (cz. Hrad Mladá Boleslav) – renesansowy zamek położony na Staroměstské náměstí, w Mladej Boleslavi, w Czechach. Usytuowany jest na wysokim cyplu u zbiegu Izery i rzeki Klenice. Od 1958 roku, chroniony jako zabytek kultury Republiki Czeskiej.
Od roku 1972 zamek jest siedzibą muzeum regionalnego.